# Igreja de Santa Mónica (Bootle)

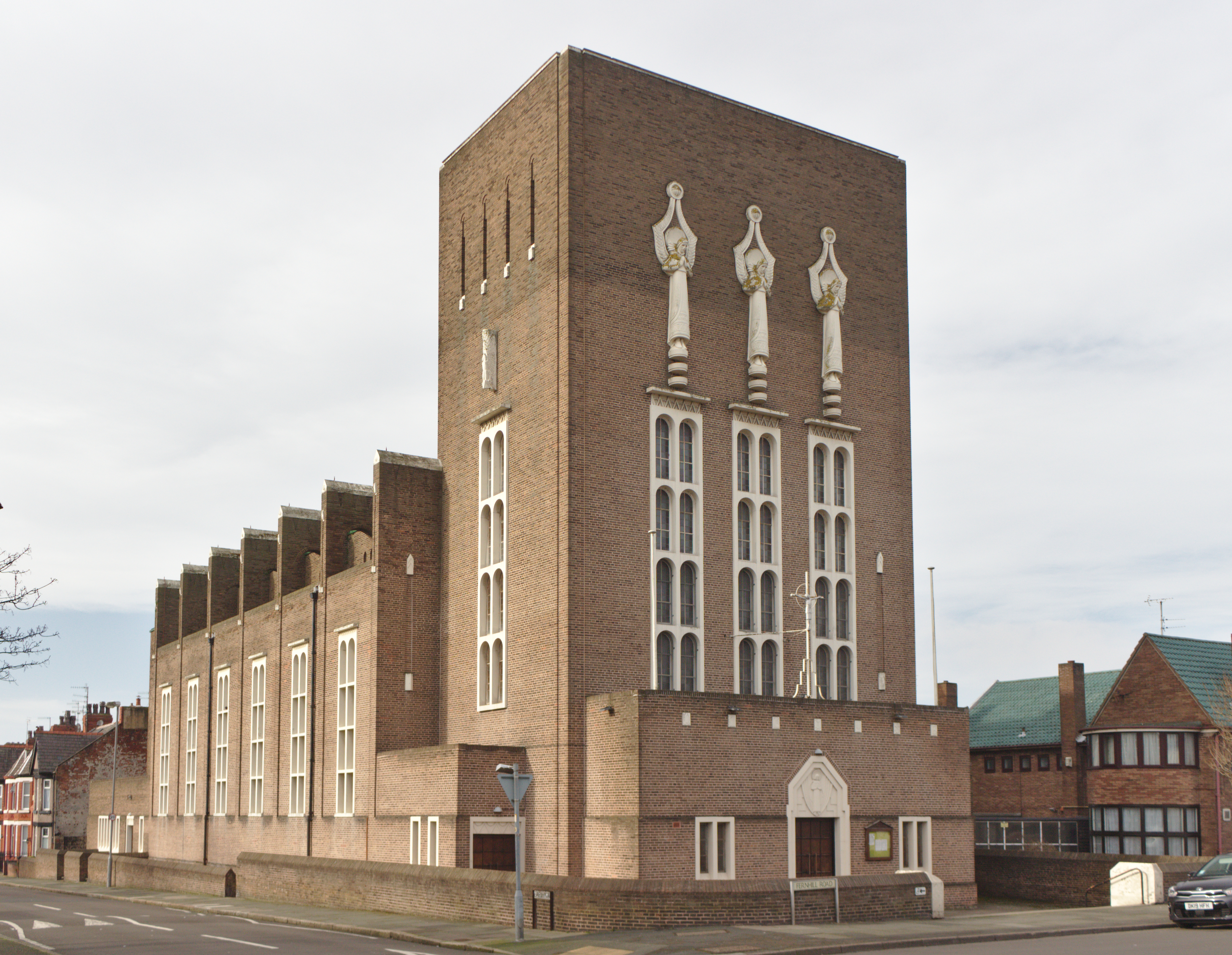
Igreja de Santa Mónica

A Igreja de Santa Mónica é uma igreja paroquial católica romana em Bootle, Merseyside. O prédio da igreja foi projetado pelo arquiteto FX Velarde . A construção foi iniciada em 1930 e concluída em 1936, e a igreja foi inaugurada pelo arcebispo Richard Downey em 4 de outubro daquele ano. É uma estrutura de tijolos com telhado de tela esmaltada verde e é um edifício listado como Grau I. A igreja é inspirada nas igrejas alemãs da década de 1930. Três esculturas de anjos foram esculpidas por H. Tyson Smith . Outras esculturas incluem criaturas aladas.